# Pilaster
Pilaster je arhitekturni element v klasični arhitekturi, ki ima le okrasno funkcijo. Deluje kot stenski slop ali navidezni steber in artikulira tudi obseg zidu (izstopa iz stene in je njen del). Izjemoma lahko sodeluje kot steber ali opornik, ki podpira strukturo sten in streh.
Leon Battista Alberti pravi, da je uporaba pilastra dopolnitev arhitekture stene, Rudolf Wittkower pa je zapisal: »pilaster je logično preoblikovanje stebra za dekoracijo stene. Opredelimo ha lahko kot sploščen steber, ki je izgubil svojo tridimenzionalno in otipno vrednost.«
Pilaster se členi na bazo, trup in kapitel, lahko ima tudi arhitrav ali friz, tudi z reliefom ali sploščen ob steno. 
Pilastri se pogosto pojavljajo na straneh vratnih okvirjev ali okenskih odprtin na fasadi stavbe. Včasih so v paru s stebrom, neposredno pred njim na neki razdalji od stene in podpirajo strukturo strehe ali portika. Te vertikalne elemente lahko uporabimo tudi za podporo ugreznjenega timpanona okoli vrat. Pilaster se lahko nadomesti z okrasnimi nosilci, ki podpirajo arhitrav ali balkon nad vrati.
Ko se pojavi pilaster v vogalu križanja dveh sten temu rečemo canton.
Tako kot steber, ima tudi pilaster lahko gladko ali nagubano površino in so lahko zastopani v kateremkoli arhitekturnem slogu.
V grški arhitektura je pilaster zelo redek pojav. Videti jo je mogoče v ostenju notranjega dvorišča Apolonovega templja v Didimi (300 pr. n. št.), v katerem gostota pilastrov daje arhitekturi ritem. Podoben pilastru je v grški arhitekturi čelni zaključek stene imenovan anta, ki je rahlo odebeljen in izstopa iz stene.
V rimski arhitekturi je bil pilaster pogosto uporabljan stavbni člen. Pojavil se je kot motiv arkade ali kolonade ob izteku v ostenje. Bogato okrašen z reliefi se je pojavil v obodu oltarja miru - ara pacis Augustae v Rimu.
V času renesanse in baroka so arhitekti uporabili vrsto oblik pilastrov. Pilastri se lahko pojavijo visoki preko dveh nadstropij in tako povezujejo nadstropja v eno enoto. V baroku pilaster ni več raven in njegova ploskev vzporedna s steno ampak se začne ta ploskev sukati in kriviti, kar zagotavlja slikovitost.
Moda uporabe tega elementa iz antične grške in rimske arhitekture je bila sprejeta v italijanski renesansi in si pridobila veliko popularnost v obdobju poznega 18. in zgodnjega 19. stoletja, predvsem v severni Evropi in Združenih državah Amerike. Pojavlja pa se tudi v sodobni arhitekturi.
- Pilaster kapitel, Frankfurt, Nemčija
- Puerta de la colegiata, Lerma, Burgos, Španija
- Korintski pilaster. 1 in 2 nadstropje zgradbe 19th-century, 8 avenue de l'Opéra, Pariz
- Opečni pilaster v angleški arhitekturi okoli 1650. Princes Risborough Manor House